# أحمد شفيق (لاعب كرة طائرة)

أحمد شفيق (مواليد 7 ديسمبر 1994) هو لاعب كرة طائرة مصري يلعب مع النادي الأهلي للكرة الطائرة ومنتخب مصر.